# C.E. Frijs
Christian Emil lensgreve Krag-Juel-Vind-Frijs til Frijsenborg (8. december 1817 på Frijsenborg – 12. oktober 1896 på Boller) var en dansk godsejer og politiker, der var Danmarks 11. statsminister (med titel af konseilspræsident) fra 1865 til 1870.
I hans femårige regeringstid 1865-1870 blev flere vigtige love gennemført inden for kommunal-, militær-, kirke-, retspleje- og jernbanevæsenet. Og Grundloven blev revideret i 1866. godsejerne blev den dominerende gruppe i dansk politik, Det fortsatte til systemskiftet i 1901. Udenrigspolitikken stod i skyggen af nederlaget i den 2. slesvigske krig 1864 og Frijs' kompetente diplomatiske indsats forhindrede Danmarks indblanding i nye militære konflikter.

## Baggrund
Han var søn af grev Jens Christian Carl Krag-Juel-Vind-Frijs til Frijsenborg (1779-1860) og Henriette Frederikke Magdalene født zu Inn- und von Knyphausen, blev student fra Sorø Akademi 1835 og fik en akademisk uddannelse, som han afsluttede med 1842 at tage juridisk embedseksamen. 1849 overtog han styrelsen af den nordlige del af godset, landets største og dengang med sine 5000 tdr. hartkorn fæstegods betydelig større end nu. Han kastede sig med megen iver og dygtighed over den opgave, som var blevet ham stillet og bragte på forskellig måde sine godser stærkt frem, samtidig med, at han i vidt omfang bortsolgte sit fæstegods til selveje på for fæsterne lempelige vilkår. 1860 blev han ved faderens død lensgreve, og 1867 arvede han Stensballegård. Hele grevskabets betydelige bøndergods blev afhændet til selvejendom på liberale vilkår. Grevskabets befolkning anerkendte selv dette og rejste i taknemmelighed i 1874 en bronzestatue, som står i den sydlige ende af Frijsenborg Skov. Samme år tog grev Frijs initiativ til at etablere trævarefabrikken Bastian i Horsens, hvor grevskabets træ blev forarbejdet. Som landets rigeste jordbesidder lod grev Frijs desuden hovedbygningen på Frijsenborg gennemgribende ombygge og udvide 1862-1867 ved Ferdinand Meldahl. Det store slot i Rosenborg-stil blev et stilistisk forbillede, der blev kopieret af andre godsejere.

## Politiske synspunkter
Han begyndte tidligt at tage del i det offentlige liv, dels som medlem af Skanderborg Amtsråd og indehaver af forskellige stedlige tillidshverv, dels 1850 som medstifter af og senere formand for »Grundejerforeningen«, hvis opgave var at samle navnlig de større jordbrugere til værn for de konservative interesser. Frijs var konservativ helstatsmand, men ingenlunde uden forståelse af og delvis sympati med visse af tidens frisindede rørelser. Over for den efter midten af 1850'erne bestandig stærkere fremtrædende nationalliberale strømning forholdt han sig meget skeptisk, idet han dog samtidig mistvivlede om, at det i en nærmere fremtid ville være muligt for ham og hans standsfæller på virksom måde at modarbejde den. Derfor indtog han, endskønt han fra 1858 var medlem af Rigsrådet, en meget tilbagetrukket stilling i det politiske liv, uden dog at sky ofre, når det gjaldt ved understøttelser til de enkelte presseorganer, som på den tid forfægtede en konservativ helstatspolitik, eller på anden måde at støtte den politiske retning, han tilhørte. 1863 stemte han dog for Novemberforfatningen, idet han mistvivlede om muligheden af at tilvejebringe en anden løsning. 1864 valgtes han til medlem af Rigsrådets Landsting og 1865 for ganske kort tid tillige til medlem af Rigsdagens Folketing. Efter den katastrofale 2. slesvigske krig voksede godsejergruppen frem til større politisk indflydelse, og Frijs blev ved sin sociale position, i forbindelse med sin støtte og tillidsindgydende personlighed og sine gode evner gruppens naturlige fører.
Frijs var ikke med til at stille det forslag om Landstingets elitære sammensætning, som J.B.S. Estrup m.fl. forelagde i januar 1865, og hvis bærende tanke sluttelig trængte igennem, men han sympatiserede med forslaget og fik det kun trukket tilbage, fordi han ikke syntes, at tiden var moden. Af samme grund opgav han det forsøg, han i foråret 1865 efter kongens anmodning gjorde på at danne en ny regering.
Under grundlovskampen trådte han med Joseph Michaelsen som mellemmand i nærmere forbindelse med Bondevennernes fører, J.A. Hansen, for at tilvejebringe et samarbejde mellem de større og de mindre landejendomsbesiddere til fremme af fælles interesser og som modvægt mod de nationalliberale. Frijs så i denne sammenslutning det eneste mulige grundlag for en sund konservativ politik og særlig for en løsning af forfatningskonflikten, og det lykkedes ham også at opnå en forståelse med J.A. Hansen og en del af Bondevennerne om ændringen af Grundloven. En følge heraf blev efteråret 1865 dannelsen af Oktoberforeningen. Ved den festmiddag 10. oktober på Hotel Fønix, ved hvilken alliancen mellem »de store og de små bønder« skulle besegles, udtaltes det såvel fra Frijs' som fra J.A. Hansens side som formålet med forbindelsen at virke for "Kongedømmets Befæstelse, Sparsommelighed i Statshusholdningen og Embedsmændenes Fjernelse fra det konstitutionelle Liv". Ved denne lejlighed var det også, Frijs sagde de ofte citerede ord: "Jeg vil med mit Hus og Alt, hvad jeg ejer, tjene Danmark, mit kjære, nu sønderrevne Fædreland". Han indløste dette løfte ved 6. november 1865 at danne det ministerium, hvis konseilspræsident og udenrigsminister han blev. Ministeriet Bluhme havde ikke kunnet acceptere godsejernes forlag til en ny Grundlov.

## Regeringschef
Frijs opfattede sin optræden i politik som at tjene fædrelandet, men samtidig lagde han ikke skjul på, at han, der "siden sin Skolegang havde nydt den fuldstændigste Frihed", nu skulle "gaa med Lænken om Benet", som han formulerede sig i et brev til George Quaade. Ved sin tiltræden beskrev grev Frijs sin politiske mission således:
| Citat | "Folket er sygt efter al den Strid og Modgang og efter alle de fejlslagne Forhaabninger, og efter mit Begreb kan Kuren kun bestaa i kølende Pulvere og i en vis Omhyggelighed og Ømfindtlighed med ikke at hindre Saarene i at blive lægte. De vil deraf kunne se min Stilling lige over for den indre Udvikling: ikke nogen stærk Kraftudvikling, da jeg ikke har Midlerne til at udfolde denne, men en bestemt og sej Vilje, saa længe jeg har Ansvaret, til at bestræbe mig for at genindføre Disciplin og Orden i den hele Styrelse. Mine Bestræbelser have gjennem mange Aar gaaet i Retning af en Samarbejden og Forsoning af Landbostandens forskjellige Elementer; jeg er ikke blind for den ensidige Retning, navnlig i finansiel Opfattelse, som let kan blive Følgen, men jeg anser af de Onder, mellem hvilke der maa vælges, dette for det mindste, thi Staten kan ikke vedblivende bestaa, naar Oppositionen støttes og bæres væsentligst af Regjeringens underordnede Embedsmænd" | Citat |
|       | |       |

Ministeriet gennemførte grundlovsændringen af 1866 ("den gennemsete Grundlov") med den ændrede valgmåde til Landstinget og senere en række vigtige love angående kommunalvæsen, jernbaneanlæg, hærlovsrevisionen samt Straffeloven og Valgmenighedsloven. Sidstnævnte lov voldte særlige vanskeligheder i Landstinget, og den blev kun gennemført i kraft af Frijs' effektive indblanding.
Som udenrigsminister havde C.E. Frijs den utaknemmelige opgave at føre forhandlingerne med Preussen om opfyldelsen af Pragfredens §5, der lovede Danmark en afstemning om grænsedragningen i Slesvig. Han blev godt hjupet af departementschef Peter Vedel, og trods sit stærke nationale sindelag og dybe uvilje mod Bismarcks politik kastede han sig aldrig ud i dristige politiske forsøg.
Regeringen ønskede en afstemningsgrænse syd for Flensborg, som nogenlunde svarer til datidens grænse mellem befolkningsgrupperne, men han ville ikke have vægret sig ved at takke ja til en noget nordligere linje, medmindre den skulle købes via alt for vidtgående garantiforpligtelser med hensyn til den tysktalende befolkningsgruppe. Frijs' ønske om at se Slesvig vende tilbage til Danmark var så brændende, at han i foråret 1866 tilbød Preussen en alliance, da det trak op til krig mellem Preussen og Østrig. Men efter at Preussen havde slået Østrig, blev §5 i Pragfreden annulleret, og enhver tanke om at kunne få en folkeafstemning om grænsedragningen i Slesvig blev håbløs (indtil genforeningen i 1920).
Frijs selv var det kit, der holdt regeringen sammen. Han løste de uoverensstemmelser, der opstod i forhold til kongen, idet monarken var kritisk over for nedskæringerne på militæret, og han tog i hele sin ledelse af ministeriet særdeles meget hensyn til Folketinget, særlig dettes bondevenlige fløj. Forholdet mellem de store og de små bønder havde dog allerede lidt et knæk ved, at der ved ministeriets dannelse slet intet hensyn var taget til Bondevennerne, idet ministrene primært var godsejere. Desuden vakte det irritation, at Frijs i november 1865 stillede op til Folketinget i Vejle Amts 5. kreds og slog modkandidaten, en bondeven. Ved valget i juni 1866 undlod han dog at genopstille.
C.E. Frijs, som utvivlsomt havde bragt et personligt offer ved at overtage ministerporteføljen, blev træt af stillingens vanskeligheder og greb maj 1870 en i og for sig ikke betydelig uenighed med Folketinget – nægtelsen af et par bevillinger til forstærkningens og reservens indkaldelse – som anledning til at trække sig tilbage. Siden general Waldemar Raasløffs fratræden, 19. april, havde han desuden midlertidigt varetaget posterne som forsvars- og marineminister.

## Senere virke
Fra nu af indtog han kun sin plads i Landstinget, valgt for 10. kreds, men modstod alle senere opfordringer til på ny at danne en regering. Ikke længe efter sin demission skulle han dog gøre sit land en væsentlig tjeneste ved at påtage sig på regeringens vegne at føre forhandlingerne med Napoleon III's udsending, hertugen af Cadore, som efter udbruddet af den fransk-tyske krig var kommet hertil med det mål at bevæge Danmark til at deltage i krigen på fransk side. Han optrådte her med så megen dygtighed og besindighed, at der må tilskrives ham en væsentlig del af æren for, at Danmark undgik at blive inddraget i kampen. Indtil 1880 bevarede Frijs sin plads i Landstinget, og uden synderlig deltagelse i forhandlingerne eller i det daglige arbejde var han den anerkendte fører for tingets flertal. Han var dog en sjælden gang formand for fællesudvalget om finansloven. Ved ministeriet Holstein-Holsteinborgs fratræden 1874 blev han opfordret til at danne et nyt ministerium, men afslog opfordringen.
Efter sin tilbagetræden levede han på sine godser. Den nordlige del af grevskabet overdrog han dog fra 1882 sin søn, Mogens Frijs, at styre. Kun i anledning af Den nordiske Industri- og Kunstudstilling 1888 trådte han en kort tid atter frem for offentligheden, idet han overtog ærespræsidiet. Frijs var højagtet af alle for sin noble og retsindige karakter og sin levende følelse for de forpligtelser, hans fremragende stilling pålagde ham over for samfundet.
Han blev gift 1. maj 1847 med Thyra Valborg Haffner (24. juli 1821 – 1. marts 1881), datter af generalløjtnant Johan Wolfgang Reinhold Haffner og søster til Wolfgang Haffner. Blandt deres børn, tre døtre og en søn, var Mogens Frijs, som også fik en politisk løbebane.
C.E. Frijs blev hofjægermester 1844, kammerherre 1849, Kommandør af 1. grad af Dannebrog 1864, Storkorsridder 1866, Dannebrogsmand 1866 og Ridder af Elefanten 1869.
Han døde på Boller i 1896 og er begravet i parken ved Frijsenborg.

## Gengivelser
Frijs er gengivet på en tegning af J.V. Gertner 1866 og to miniaturer som barn og voksen på Frederiksborgmuseet. Malerier af J.V. Gertner 1866, Poul Hagelstein 1850 og H.C. Jensen 1869 og 1880 (kopi af Hans Ole Brasen i Rigsdagen), familiebillede 1855 af F.L. Storch, miniature som ung, alle i familieeje. Litografi efter fotografi 1863 og 1868. Træsnit efter Henrik Olriks tegning efter fotografi 1865 af Carl Poulsen 1888 og efter fotografi samme år samt af H.P. Hansen på gruppebilledet af ministeriets medlemmer 1866. En bronzestatue af Vilhelm Bissen blev afsløret 1874 ved Frijsenborg, bekostet af grevskabets beboere.